# سايمور هلبرن
سايمور هلبرن (بالإنجليزية: Seymour Halpern) هو سياسي أمريكي، ولد في 19 نوفمبر 1913 في نيويورك في الولايات المتحدة، وتوفي في 10 يناير 1997 في الولايات المتحدة. حزبياً، نشط في الحزب الجمهوري. وقد انتخب عضو مجلس ولاية نيويورك وانتخب عضو مجلس النواب الأمريكي.